# Стратоника I
Вижте пояснителната страница за други личности с името Стратоника.
Стратоника I (на старогръцки: Στρατoνίκη της Συρίας, Stratonice, Stratonike I; * 317 г. пр. Хр.; † сл. 268 г. пр. Хр.) е принцеса от Древна Македония от династията Антигониди и царица на Селевкидската империя.

## Биография
Стратоника I е единствена дъщеря на македонския цар Деметрий I Полиоркет от първия му брак с Фила, дъщеря на Антипатър (регент на Македония). Тя е родна сестра на Антигон II Гонат (* 319 г. пр. Хр., † 239 г. пр. Хр., цар на Македония) и полусестра на Деметрий Красивия (* 287 г. пр. Хр., † 249/248 г. пр. Хр., цар на Кирена).
Стратоника I е омъжена през 300 г. пр. Хр. за Селевк I Никатор и става така Селевкидска царица. През 293 г. пр. Хр. Селевк дава Стратоника на сина си Антиох I Сотер за жена, понеже се бил разболял от любов към седем години по-старата си мащеха. Той оставя и царството на сина си. Това е мотив за много художници.
На нея е наречен град Стратоникея в Кария.

## Деца
Стратоника и Антиох I Сотер имат четири деца:
- Антиох II Теос († 246 г. пр. Хр.), ∞ за Лаодика I, дъщеря на Ахей I Стари
- Апама II († убита 258/247 г. пр. Хр.), ∞ с цар Магас от Кирена
- Селевк († 269 г. пр. Хр. заради вероятно предателство екзекутиран)
- Стратоника II († 235 г. пр. Хр. убита от Селевк II), ∞ с цар Деметрий II от Македония